# Ілчестер (Меріленд)
Ілчестер (англ. Ilchester) — переписна місцевість (CDP) в США, в окрузі Говард штату Меріленд. Населення — 26 824 особи (2020).

## Географія
Ілчестер розташований за координатами 39°12′58″ пн. ш. 76°45′43″ зх. д. / 39.21611° пн. ш. 76.76194° зх. д. (39.216185, -76.761947).  За даними Бюро перепису населення США в 2010 році переписна місцевість мала площу 27,99 км², з яких 27,83 км² — суходіл та 0,16 км² — водойми.

## Демографія
Згідно з переписом 2010 року, у переписній місцевості мешкало 23 476 осіб у 8467 домогосподарствах у складі 6173 родин. Густота населення становила 839 осіб/км².  Було 8809 помешкань (315/км²).
Расовий склад населення:
| - 68,1 % — білих - 15,2 % — азіатів - 11,6 % — чорних або афроамериканців - 0,2 % — корінних американців - 1,3 % — осіб інших рас |

До двох чи більше рас належало 3,6 %. Частка іспаномовних становила 4,6 % від усіх жителів.
За віковим діапазоном населення розподілялося таким чином: 28,8 % — особи молодші 18 років, 64,5 % — особи у віці 18—64 років, 6,7 % — особи у віці 65 років та старші. Медіана віку мешканця становила 35,4 року. На 100 осіб жіночої статі у переписній місцевості припадало 96,6 чоловіків;  на 100 жінок у віці від 18 років та старших — 93,2 чоловіків також старших 18 років.
Середній дохід на одне домашнє господарство  становив 133 717 доларів США (медіана — 114 815), а середній дохід на одну сім'ю — 144 362 долари (медіана — 125 948). Медіана доходів становила 80 836 доларів для чоловіків та 59 728 доларів для жінок. За межею бідності перебувало 5,8 % осіб, у тому числі 4,8 % дітей у віці до 18 років та 2,6 % осіб у віці 65 років та старших.
Цивільне працевлаштоване населення становило 14 709 осіб. Основні галузі зайнятості: освіта, охорона здоров'я та соціальна допомога — 22,6 %, науковці, спеціалісти, менеджери — 18,8 %, публічна адміністрація — 14,4 %.